# توراموررا جنوبی
توراموررا جنوبی (به انگلیسی: South Turramurra) یک حومه شهر در استرالیا است که در Ku-ring-gai Council واقع شده‌است.